# Enicospilus obtusangulus
Enicospilus obtusangulus là một loài tò vò trong họ Ichneumonidae.